# تسيتسى مواها
تسيتسى مواها (بالإنجليزية: Tsietsi Mahoa)‏ (9 فبراير 1982 في جنوب أفريقيا - ) هو لاعب كرة قدم جنوب أفريقي في مركز الدفاع. شارك مع منتخب جنوب أفريقيا لكرة القدم. أما مع النوادي، فقد لعب مع بيدفيست ويتس وسوبر سبورت يونايتد ونادي بلومفونتين سيلتيك.

## وصلات خارجية
- تسيتسى مواها على موقع قاعدة بيانات كرة القدم.إي يو (الإنجليزية)
- تسيتسى مواها على موقع ناشيونال فوتبول تيمز (الإنجليزية)